# SN 1997cr
SN 1997cr – supernowa typu II odkryta 7 czerwca 1997 roku w galaktyce A210548-2513. W momencie odkrycia miała maksymalną jasność 20,40m.